# Günter Polauke
Günter Polauke (* 21. August 1948 in Berlin) war von 1986 bis Dezember 1989 für die SED Bezirksbürgermeister des Berliner Bezirks Treptow. Wegen der Beteiligung an  Wahlfälschungen in der DDR bei den Kommunalwahlen im Mai 1989 wurde er verurteilt.

## Werdegang
Polauke ist verheiratet, Vater zweier Töchter, lernte Agrotechniker und arbeitete zunächst als Fachverkäufer. Mit dem nach dem Wehrdienst bei den Grenztruppen der DDR folgendem Studium an der Handelshochschule Leipzig erwarb er den Grad als Diplom-Ökonom.
Danach war er anderthalb Jahre Betriebsteildirektor beim HO-Kaufhallenverband, ehe der 1968 Mitglied der SED gewordene Polauke in die Kommunalpolitik wechselte und 1977 bis 1982 Stadtbezirksrat für Handel und Versorgung und zugleich stellvertretender Stadtbezirksbürgermeister wurde.
1982 bis 1983 folgte ein einjähriges Studium an der Parteihochschule der SED. 1983 bis 1986 war Polauke Kombinats-Beauftragter des Zentralkomitees für Waren des täglichen Bedarfs und SED-Parteisekretär.
Von 1986 bis Dezember 1989 war er als Nachfolger von Günther Manow (SED) der damals jüngste Stadtbezirksbürgermeister Ost-Berlins im Berliner Bezirk Treptow.
Nach den Kommunalwahlen in der DDR im Mai 1989 wurde ihm als zuständigen Wahlleiter massive Wahlfälschung zum Vorwurf gemacht, die er unter dem Druck der Stadtbezirksversammlung nach der Wende November 1989 eingestand. Gleichzeitig gehört Polauke im November 1989 zu den ersten Ost-Berliner Bezirksbürgermeistern, die sich mit einem Bezirksbürgermeister im damaligen West-Berlin, im benachbarten Bezirk Neukölln, mit Frank Bielka (SPD) trafen, um u. a. über die Öffnung zusätzlicher Grenzübergänge zwischen beiden Seiten zu sprechen.
Unter dem Druck des Nachweises der Wahlfälschung trat Polauke am 5. Dezember 1989 als Bezirksbürgermeister zurück und trat Anfang 1990 aus der SED-PDS aus. In einem Wahlfälschungsprozess wurde er zu sechs Monaten Haft verurteilt, die auf zwei Jahre Bewährung ausgesetzt wurden. Er arbeitete danach u. a. in einer Flaschenannahme einer HO-Kaufhalle im Berliner Bezirk Köpenick, später in der Wohnungswirtschaft.
Ende der 90er Jahre bewarb sich der unterdessen viele Jahre parteilose Polauke nach einem deutlichen Bruch mit seiner Vergangenheit (er ließ sich unter anderem christlich taufen) um eine Mitgliedschaft im SPD-Kreisverband Treptow, die aber dort aufgrund starker Vorbehalte wegen seiner Vergangenheit abgelehnt wurde. 2001 erfolgte doch eine Aufnahme in die SPD im Kreisverband Berlin-Treptow.
Von 1998 bis 2011 war Polauke Präsident des Sportvereins Berliner TSC, bei dem er noch heute die Funktion des Ehrenpräsidenten innehat. Darüber hinaus arbeitet er heute im Gebäudemanagement der Firma Unternehmensgruppe Gegenbauer.
2011 wurde er Präsident des Berliner Radsportverbandes. Am 22. Mai 2012 erklärte er seinen Rücktritt.